# MBC 뉴스데스크 울산
《MBC 뉴스데스크 울산》은 울산MBC TV에서 매주 월요일부터 목요일 오후 8시 10분, 금요일, 일요일 오후 8시 10분에 방송 중인 울산 지역 메인 뉴스 프로그램이다.

## 개요
울산MBC 뉴스데스크로 읽는다.

## 앵커
| 대수 | 앵커   | 앵커   | 진행 기간                          | 비고              |
| 대수 | 남성   | 여성   | 진행 기간                          | 비고              |
| ---- | ------ | ------ | ---------------------------------- | ----------------- |
| 1대  | 이관열 | 정지희 | 일자 미상 ~ 2016년 3월 11일        |                   |
| 2대  | 이상욱 | 정지희 | 2016년 3월 14일 ~ 2017년 1월 26일  |                   |
| 3대  | 이상욱 | 빈칸   | 2017년 1월 31일                    | [ 1 ]             |
| 4대  | 배윤호 | 빈칸   | 2017년 2월 1일 ~ 2017년 2월 10일   |                   |
| 5대  | 배윤호 | 최윤영 | 2017년 2월 13일 ~ 2018년 9월 7일   | [ 2 ] [ 3 ]       |
| 6대  | 이관열 | 김연경 | 2018년 9월 10일 ~ 2020년 12월 31일 |                   |
| 7대  | 배윤호 | 김연경 | 2021년 1월 4일 ~ 2023년 9월 14일   | [ 4 ]             |
| 8대  | 빈칸   | 김연경 | 2023년 9월 15일 ~ 현재             | [ 5 ] [ 6 ] [ 7 ] |

## 경쟁 프로그램
- KBS 뉴스 9 울산 (KBS 울산 1TV)
- ubc 프라임뉴스 (ubc TV)